# Pierre-Luc Périchon
Pierre-Luc Périchon (Bourg-en-Bresse, Ain, 4 de gener de 1987) és un ciclista francès, professional des del 2012 i fins al 2023. En el seu palmarès destaca la París-Camembert de 2012 y la Polynormande de 2018.

## Palmarès
- 2009
  - 1r al Gran de Blangy
- 2010
  - 1r al Gran Premi de Beuvry-la-Forêt
  - Vencedor d'una etapa al Tour del Franc Comtat
- 2011
  - 1r al Boucle de l'Artois
  - Vencedor d'una etapa al Tour de Loir-et-Cher
- 2012
  - 1r a la París-Camembert
- 2013
  - Vencedor d'una etapa al Tour de Bretanya
- 2016
  - Vencedor d'una etapa al Tour del País de Savoia
- 2017
  - 1r al Duo Normand (amb Anthony Delaplace)
  - Vencedor d'una etapa al Tour del País de Savoia
- 2018
  - 1r a la Polynormande

### Resultats al Tour de França
- 2015. 81è de la classificació general
- 2016. 93è de la classificació general
- 2017. 42è de la classificació general
- 2019. 57è de la classificació general
- 2020. 86è de la classificació general
- 2022. 63è de la classificació general

### Resultats a la Volta a Espanya
- 2020. 97è de la classificació general

### Resultats al Giro d'Itàlia
- 2022. 94è de la classificació general